# South Bank (London)
South Bank ist ein 1,7 km (1 Meile) langes Uferstück auf der Südseite der Themse im Zentrum Londons. Gegenüber der City of Westminster gelegen erstreckt es sich von der Westminster Bridge im Westen zur Blackfriars Bridge im Osten. The Queen’s Walk ist der Fußweg entlang des Ufers.
Zahlreiche kulturelle, touristische und historische Sehenswürdigkeiten machen South Bank ebenso wie die dort befindlichen Unternehmen und Tagungsstätten zu einem belebten Quartier.

## Geschichte

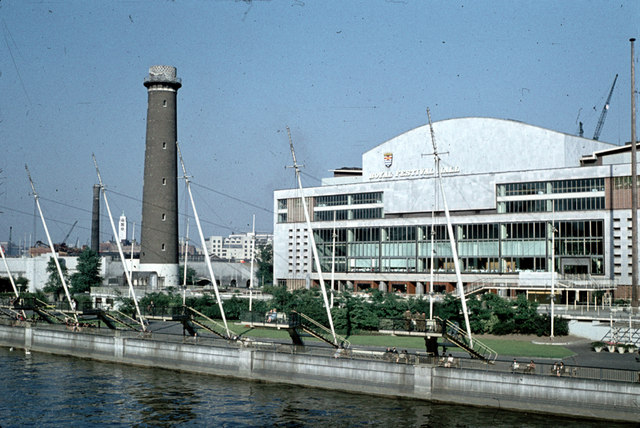
Royal Festival Hall um 1959

Im Mittelalter hatte sich dieses Gebiet außerhalb der offiziellen Ordnung der am Nordufer gelegenen City of London zu einem Vergnügungsviertel mit Theatern, Prostitution und Bärenkämpfen entwickelt. Bis zum 18. Jahrhundert wandelte sich die vornehmere Vergnügung und es entstanden Lustgärten. Die flachen Ufer- und Wattflächen des Südufers der Themse waren ferner ideale Standorte für Industrie und Hafenanlagen und es wuchs ein Gewerbestandort in kleinteiligem privaten Besitz.
Die Nutzung des Gebiets änderte sich grundsätzlich, als der London County Council ein repräsentatives, großes neues Gebäude  als Dienstsitz (County Hall) benötigte. Dieses wurde zwischen 1917 und 1922 am Südufer in der Nähe von North Lambeths Lower Marsh gebaut. Mit dem Bau der County Hall wurde der erste Abschnitt des Flussufers wieder der Öffentlichkeit zugänglich gemacht. Dieser wurde 1951 in Richtung Osten erweitert, als im Rahmen des Festival of Britain ein beträchtlicher Bereich neu bebaut wurde.
Mit dieser Nutzung wurde die Ortsbezeichnung South Bank allgemein gebräuchlich. Der Nachklang des Festival of Britain war gemischt: Gebäude und Ausstellungsstücke wurden abgerissen, um Platz für die Jubilee Gardens zu schaffen, während die Royal Festival Hall und The Queen’s Walk als Teil des Southbank Centre erhalten blieben. In den Jahren nach dem Festival wuchs der Kunst- und Unterhaltungsbereich mit zusätzlichen Einrichtungen wie der Queen Elizabeth Hall dem Royal National Theatre.

## Lage

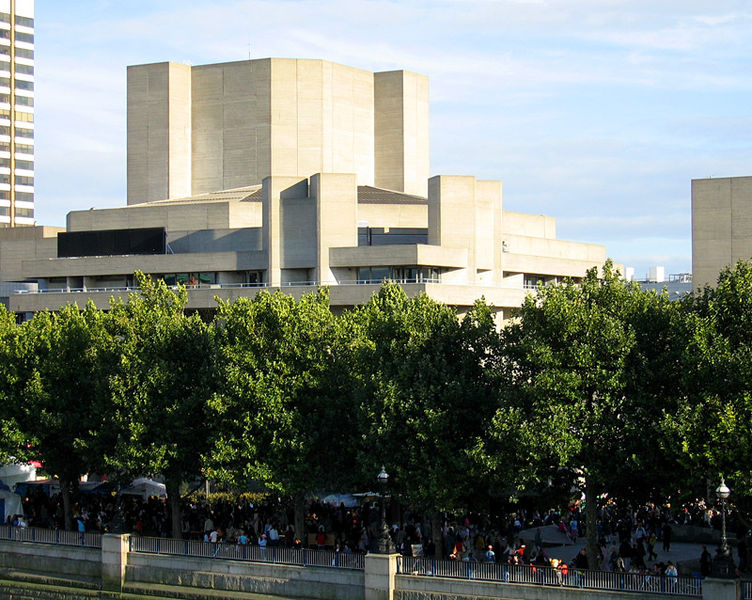
Das National Theatre

South Bank ist nicht förmlich als Stadtteil definiert. 800 Meter südöstlich von Charing Cross  zwischen Westminster Bridge und Blackfriars Bridge gelegen erstreckt sich South Bank über fünf Quadratkilometer Land am Südufer der Themse. Der westliche Teil liegt in Bishops ward des London Borough of Lambeth und der östliche Teil reicht in den London Borough of Southwark, angrenzend an Bankside.

## Verkehrsanbindung
Als Besucherattraktion profitiert South Bank von einer guten Anbindung an das System öffentlicher Verkehrsmittel.
Mehrere Hauptbahnhöfe auf beiden Seiten des Flusses befinden sich in fußläufiger Entfernung von South Bank, darunter Waterloo, Charing Cross und Blackfriars. London Underground hat in und bei South Bank die Bahnhöfe Westminster (Circle, District und Jubilee Line), Waterloo (Bakerloo, Northern und Jubilee Line), Embankment (Circle und District Line), Blackfriars (Circle und District Line) und Southwark (Jubilee Line).
Die Entwicklung des Thameslink-Bahnhofs Blackfriars in den frühen 2010er Jahren, der sowohl von der südlichen als auch von der nördlichen Seite des Flusses aus zugänglich ist, war Grund für die zusätzliche Beschilderung „for Bankside and South Bank“. Neben den genannten Brücken kann die Themse zu Fuß auch über die Golden Jubilee (Hungerford)- und die Waterloo-Brücke überquert werden.
London River Services bedient die Anleger London Eye (Waterloo) und Festival auf allen River Bus Routen.

## Attraktionen
Mit der Abschaffung des Greater London Council im Jahr 1986 verlor der Komplex der County Hall seine Funktion als Verwaltungsliegenschaft. Es entstanden dort zwei Hotels (The London Marriott Hotel County Hall und Premier Inn London County Hall) sowie das Sea Life London Aquarium, der London Dungeon und Shrek’s Adventure London.
Bei dem Jubilee Park & Garden liegt die London Eye Pier mit dem höchsten Riesenrad Europas.
Das Southbank Centre umfasst die Queen Elizabeth Hall, The Hayward Gallery, die Royal Festival Hall und das Royal National Theatre. BFI Southbank und das London IMAX Superkino werden nicht dem Southbank Centre selbst zugerechnet. Ein Teil des Zentrum unter der Queen Elizabeth Hall ist als „the undercroft“ bekannt; das offene Basement entwickelte sich seit den 1970er Jahren zum Symbol für die britischen Skateboarder Gemeinschaft.
Der OXO Tower Kai ist mit seinem Reklameturm weithin sichtbar und ebenso wie Gabriel’s Wharf für sein reichhaltiges Angebot an Einkaufsmöglichkeiten bekannt. Benachbart liegen die London Studios, in denen der Fernsehsender ITV seinen Hauptsitz hatte.
Die zweite größere Grünfläche in South Bank ist Bernie Spain Gardens, der nach Bernadette Spain benannt wurde. Spain war Aktivistin in der Coin Street Action Group, die sich um eine ausgewogene und nachhaltige Entwicklung von South Bank einsetzte.

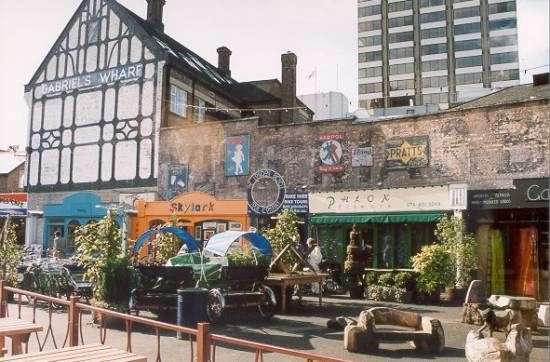
Gabriel’s Wharf im Jahr 2000